# Династія Талпур
Талпур — белудзька династія, що панувала в Белуджистані та Сінді в 4 князівствах. Спочатку номінально визнавали владу Дурранійської імперії, потім у 1823—1839 роках залежали від Канадагарського ханства. 1843 року 3 князівства, де панували Талпури ліквідовано, збереглося лише Хайрпурське, що підпорядковувалося Бомбейському президентству.

## Історія
Належали до одного з кланів белуджів. Були нащадками Мір Сулеймана Како Талпура, який прибув до Сінда близько 1680 року з Белуджистану. З цього часу служили династії Калхора. В цей час Сінд перебував під зверхністю Імперії Великих Моголів. Мір Шахдад Хан Талпур у 1713 році заснував місто Шахдадпур, що став резиденцією Талпурів.
1775 року міан Сарфарз наказав убити свого сановника Мір Бахрам Хана, що призвело до повстання серед Талпурів проти Калхорів. До цього додалося те, що на цей час влада моголів з 1749 року припинилася, а Сінд підкорявся Дурранійській імперії, яка боролася проти сікхів. 1783 року відбулася вирішальна битва при Галані, яка відбувалася на морі та суходолі. В запеклій битві Талпури перемогли Калхора, захопивши владу в Сінді. Фатехом Алі Хан Талпур оголосив себе раїсом (володарем) Сінду. Панував зі своїми братами Гуламом, Карамом і Мурадом. Столицею було оголошено Гайдарабад.
Ще за панування Фатех Алі Хана відбувся фактичний розпад єдиної держави. Одну утворив небіж Фатех Алі Хана, який заснував Хайрпурське князівство. Інший родич — Алі Мурад — Манканське князівство зі столицею в Мірпур-Хасі, а Мухаммад Хан — Шахванське князівство, заснувавши столицю Тандо-Мухаммад-Хан.
Фатех Алі Хан з братами-співволодарями поширив панування на Белуджистан, Катч і Сабзалкот. 1823 року вдерся кандагарський хан Шерділ, який встановив зверхність над Калатським князівством, колишнім васалом Талпурів. 1826 року Пурділ-хан змусив талпурів підкоритися, внаслідок чого Канадагрське ханство встановило тут зверхність.
У 1832 році за підтримки британців Шах Шуджа Дуррані вдерся до Сінду, якому активно протистояли Талпури. Британці, готуючись до кампанії проти афганських ханств, скористалися суперечками між Талпурами, захопивши спочатку Карачі, а потім зайняли Гайдарабад, змусивши міра Насір Хана. Британські військові стали спиратися на місцевих індусів. Втім завершення англо-афганської війни в Белуджистані 1842 року знову постали війська Кандагарського ханства. Це викликало стурбованість британців, які 1843 року ліквідували Гайдарабадське і Шахвансьтке князівства. Того ж року завдали поразки Маніканському ханству біля Дуббо, зайнявши його.

## Територія
Панували в Белуджистані, Сінді, Катчі (західний Гуджарат) та Сабзалкоті (південний Пенджаб). Площа становила 100 тис. км² при населенні 4 млн осіб.

## Устрій
Існувало колективне панування. На чолі стояв раїс, а його молодшими співправителями були міри (від арабської — емір).

## Релігія
Активно підтримували розповсюдження шиїзму в Сінді. З 1785 року стали створювати копії шиїтських святинь.